# Sudden Motion Sensor
Sudden Motion Sensor (ook Mobile Motion Module) is een door Apple gepatenteerd systeem dat de harde schijf in de transportstand zet, als een laptop hevig vibreert of een plotselinge beweging maakt (bijvoorbeeld bij een val). Door het 'parkeren' van de harde schijf wordt het risico verkleind dat data verloren gaan. Apple past het systeem sinds 2005 toe in haar laptops.

## Werking
Als een met een Sudden Motion Sensor uitgeruste laptop valt, detecteert een versnellingsmeter de plotseling toenemende versnelling. Hierop worden de lees- en schrijfkoppen van de harde schijf geparkeerd om schade aan de koppen en de platters te voorkomen. Er zitten veel voordelen aan een dergelijk systeem maar ook nadelen. Een nadeel is dat sommige gebruikers last hebben van een harde schijf die zich vaak parkeert doordat er tijdens muziek luisteren via externe speakers de subwoofer extreme trillingen veroorzaakt. Als de harde schijf zichzelf 'parkeert' kan er niet gelezen worden en is de computer dus ook moeilijk te gebruiken. Achteraf is de harde schijf wel makkelijk te hervatten.